# تانل سیتی (ویسکانسین)
تانل سیتی (به انگلیسی: Tunnel City) یک منطقهٔ مسکونی در ایالات متحده آمریکا است که در شهرستان مونروو، ویسکانسین واقع شده‌است. تانل سیتی ۱۰۶ نفر جمعیت دارد و ۳۲۳٫۰۹ متر بالاتر از سطح دریا واقع شده‌است.